# Sept Royaumes combattants
Sauf précision contraire, les dates de cet article sont sous-entendues « avant l'ère commune » (AEC), c'est-à-dire « avant Jésus-Christ ».

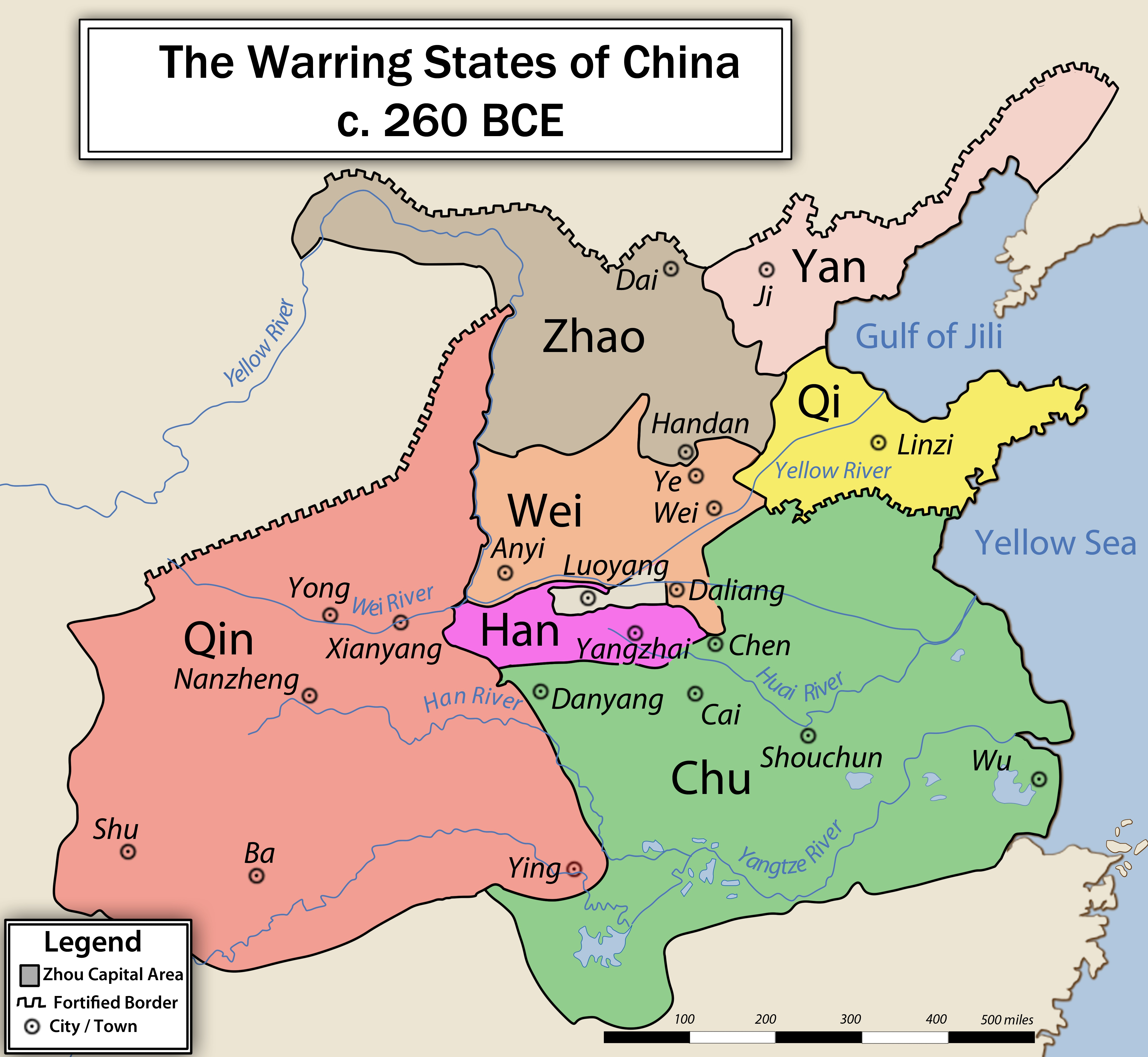
Carte montrant les sept Royaumes combattants. Il y avait d'autres États en Chine à l'époque, mais ces sept Royaumes étaient les plus puissants et les plus importants

Les sept Royaumes combattants ou sept royaumes (chinois simplifié : 战国七雄 ; chinois traditionnel : 戰國七雄 ; pinyin : zhàn guó qī xióng) font référence aux sept principaux États de la période des Royaumes combattants (c. 475 à 221 av. J.-C.) de la Chine ancienne.
Ces États sont :
- Qin (秦)
- Qi (齊 / 齐)
- Chu (楚)
- Yan (燕)
- Han (韓 / 韩)
- Zhao (趙 / 赵)
- Wei (魏)

Au cours de la période des Royaumes combattants, la plupart de ces sept Royaumes ont subi des réformes bureaucratiques et militaires afin de mobiliser des ressources à plus grande échelle. Cela a conduit à une intensification de la guerre au cours de la période, mais aussi à des développements économiques et culturels à grande échelle.
Parmi ces sept Royaumes, c'est celui de Qin qui est finalement devenu le plus fort et a réussi à annexer les six autres. Han fut le premier à tomber, en 230 av. J.-C., tandis que Qi fut le dernier à se rendre en 221 av. J.-C. Zheng, le roi de Qin, a alors créé le nouveau titre de huángdì (empereur) et est devenu le premier empereur de Chine, Qin Shi Huang.

## Formation
La formation des sept Royaumes combattants a été le point culminant des tendances nées durant la Période des Printemps et Automnes, celle qui précède la période des royaumes combattants. C'est à ce moment que la mosaïque d'États créés à la suite de la perte de pouvoir de la Dynastie Zhou de l'Ouest a été prise dans le tourbillon de la guerre, les fusions/annexions d'états finissant par donner naissance à sept grandes entités. Si les royaumes de Qin, Qi, Chu et Yan existaient déjà en tant qu'États pendant cette période ; Qin et Yan, en raison de leurs emplacements éloignés, étaient traditionnellement considérés comme des puissances de second rang. A contrario, Chu et Qi faisaient partie des États les plus puissants de la période des printemps et automnes et étaient en concurrence directe avec l'État de Jin. En 403 avant notre ère, le roi Weilie de Zhou a reconnu la partition de facto de l'état de Jin, conduisant à la création de trois nouveaux États : Wei, Zhao et Han. Parmi les autres principaux États, citons Wu et Yue, le second ayant conquis le premier en 473 av. J.-C.
À côté de ces sept royaumes, des petits États chinois ou sinisés ont continué d'exister durant la période des royaumes combattants. Parmi ces petits royaumes, on trouve Shu (annexé par Qin en 316), Zhongshan (annexé par Zhao en 296 avant notre ère), Song (annexé par Qi en 286 avant notre ère) et Lu (annexé par Chu en 256 ou 249 avant notre ère).
Ces changements politiques ont également entraîné des changements au sein des familles dirigeantes. C'est ainsi qu'en 481 av. J.-C., le clan Tian a usurpé le trône de l'État de Qi lors d'un coup d'État et a remplacé le clan Jiang au pouvoir. Pendant ce temps, l'État de Jin, qui avait été contrôlé par différents clans nobles pendant des décennies, a été divisé entre les clans Han, Zhao et Wei en 403 av. J.-C.

## Voir également
- Cinq Hégémons (Période des Printemps et des Automnes)